# TopWare Interactive

TopWare Interactive — видавець і розробник відеоігор, штаб-квартира якого знаходиться у місті Карлсруе, Німеччина. Компанія є найбільш відомою за видання серії Two Worlds, створеної польською компанією Reality Pump Studios.

## Основні ігри, видані TopWare Interactive
- Polanie і Polanie II
- Knights and Merchants: The Shattered Kingdom і Knights and Merchants: The Peasants Rebellion
- Emergency з 1 по 4
- Earth 2140, Earth 2150 (додатки: Earth 2150: The Moon Project і Earth 2150: Lost Souls) та Earth 2160
- Two Worlds, Two Worlds II
- Hard Truck: 18 Wheels of Steel
- Jack Orlando: Cinematic Adventure
- Euro Truck Simulator
- Bus Driver
- Raven's Cry